# Efeito Luxemburgo
O efeito Luxemburgo manifesta-se quando as ondas irradiadas por uma emissora de rádio atravessam a mesma região da ionosfera que é também atravessada por ondas de outras frequências, de outras emissoras. Como resultado, o programa da estação mais potente se sobrepõe distintamente ao ser ouvido durante a recepção das emissoras mais fracas.